# 十字架と飛び出しナイフ
『十字架と飛び出しナイフ 』（じゅうじかととびだしナイフ、The Cross and the Switchblade）は、ニューヨークのタイムズ・スクエア教会のデイヴィッド・ウィルカーソン牧師、最初の5年間のストーリー。ノンフィックションとまたこれを原作とする映画である。

## 内容
田舎のペンシルベニア州から、ギャングが抗争を繰り広げるニューヨークのスラム街にやってきたデイヴィッド・ウィルカーソン牧師の実話である。ここでは内容について記述する。
田舎の教会で牧会していたウィルカーソンは神の御声を聞いた。ニューヨークに行くという導きである。そこでギャングの少年少女に対する愛に動かされ、福音を伝える主の働きを行なう。
多くの少年少女が心を開いて集うようになり、ティーン・チャレンジ・センターを開くことになるが、彼らがイエス・キリストを信じて救われても、麻薬の強い束縛から解放されるには聖霊のバプテスマを受ける必要があると述べている。

## 映画
本はベストセラーとなり1500万部以上売れ、30以上の言語に翻訳された。パット・ブーン主演の映画で知られている。

## 原作と映画
- 原作『十字架と飛び出しナイフ』角笛出版
- 映画『十字架と飛び出しナイフ』ライフ・エンターテイメント（いのちのことば社　ライフ企画）